# Grabanta
Grabanta je naseljeno mjesto u općini Jajce, Federacija Bosne i Hercegovine, BiH.
Nalazi se na Vrbasu, oko 10 kilometara južno i uzvodno od Jajca.

## Stanovništvo

### 1991.
Nacionalni sastav stanovništva 1991. godine, bio je sljedeći:
ukupno: 351
- Muslimani - 221
- Srbi - 130

### 2013.
Nacionalni sastav stanovništva 2013. godine, bio je sljedeći:
ukupno: 188
- Bošnjaci -  188

## Vanjske poveznice
- Satelitska snimka[neaktivna poveznica]